# Viola limbarae
Viola limbarae är en violväxtart som först beskrevs av Hermann Merxmüller och W.Lippert, och fick sitt nu gällande namn av Pier Virgilio Arrigoni. Viola limbarae ingår i släktet violer, och familjen violväxter. Inga underarter finns listade i Catalogue of Life.